# Bygland
Bygland este o comună din provincia Agder, Norvegia.